# Echinaster arcystatus
Espèce
Echinaster arcystatus est une espèce d'étoiles de mer (Asteroidea) de la famille des Echinasteridae.

## Description
C'est une étoile régulière, constituée d'un disque central assez réduit autour duquel rayonnent 5 longs bras cylindriques beige pâle, recouverts de touffes de papules roses ou orangées.

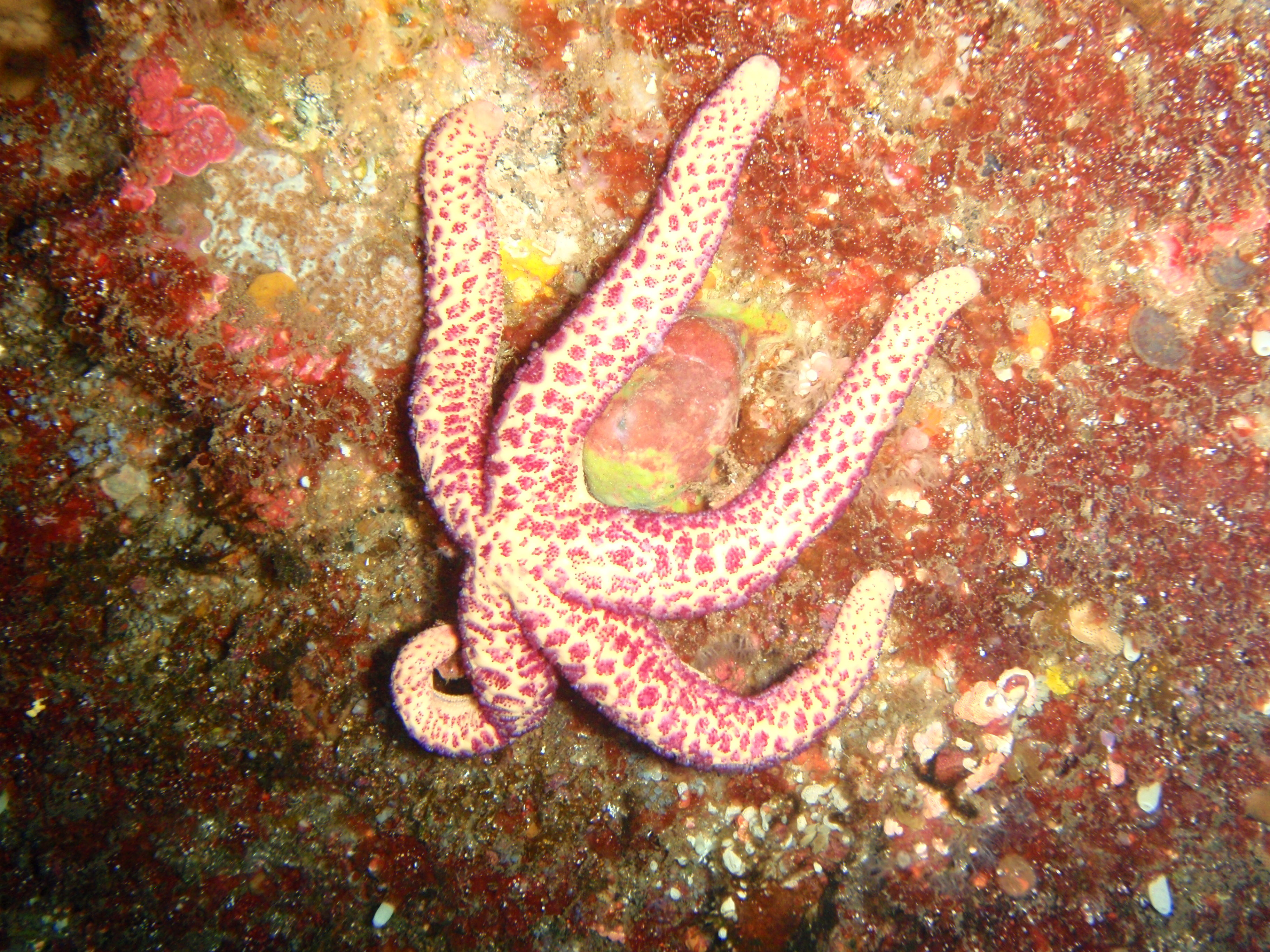
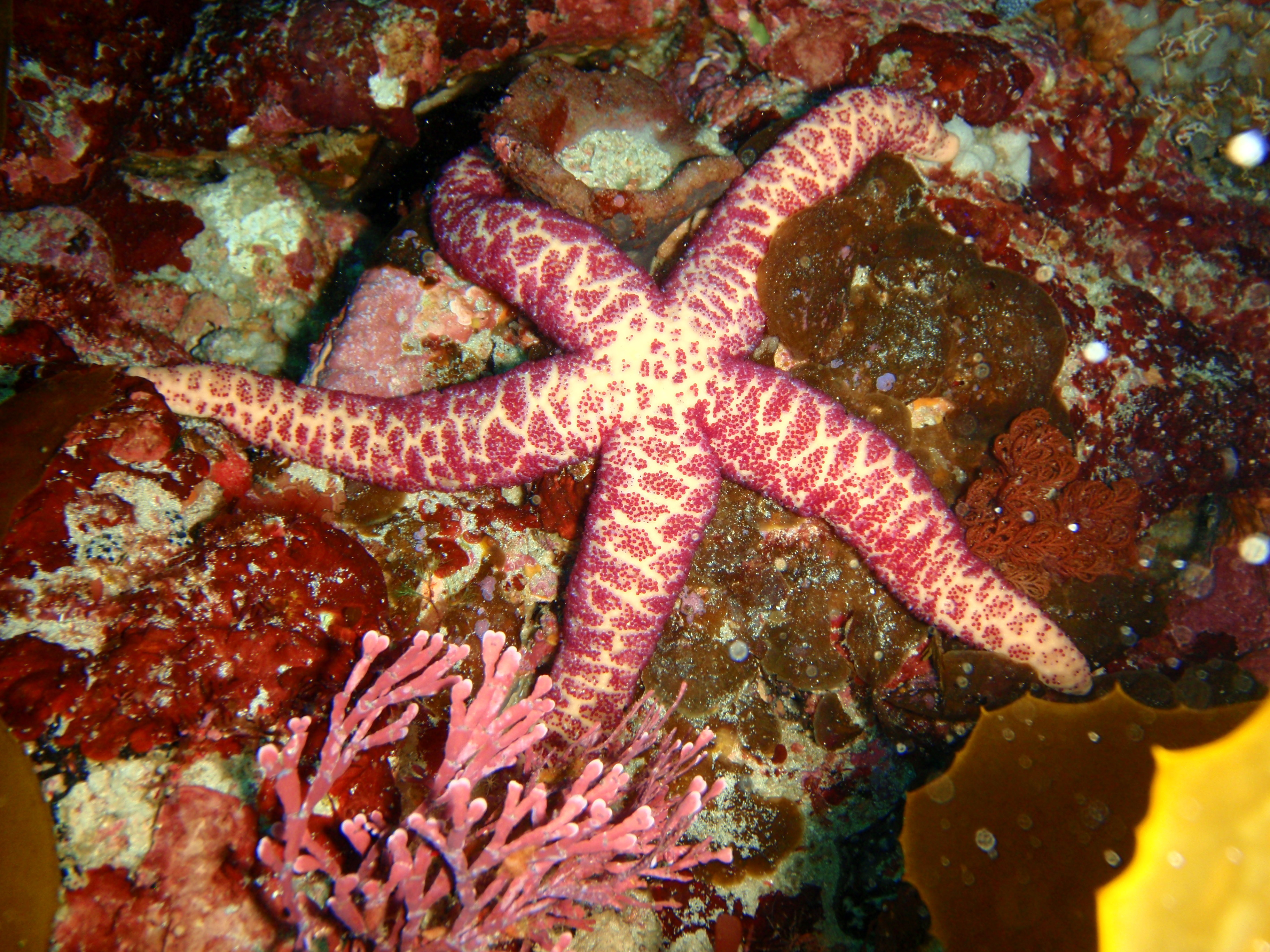

## Répartition et habitat
On trouve Echinaster arcystatus en Australie du sud-est.